# Chroustovice
Chroustovice település Csehországban, a Chrudimi járásban. Chroustovice Jenišovice, Rosice, Vinary, Moravany, Hrochův Týnec, Ostrov, Slepotice, Uhersko és Stradouň településekkel határos. Lakosainak száma 1254 fő (2024. január 1.).

## Népesség
A település lakosságának változását az alábbi diagram mutatja:
| Lakosok száma | 2253 | 2288 | 2418 | 1725 | 1355 | 1243 | 1260 | 1253 | 1232 | 1254 |
|               | 1869 | 1890 | 1921 | 1950 | 1980 | 2001 | 2017 | 2019 | 2022 | 2024 |